# Allium bornmuelleri
Allium bornmuelleri är en amaryllisväxtart som beskrevs av August von Hayek. Allium bornmuelleri ingår i släktet lökar, och familjen amaryllisväxter. IUCN kategoriserar arten globalt som otillräckligt studerad. Inga underarter finns listade i Catalogue of Life.